# Caracara cheriway
Caracara cheriway là một loài chim săn mồi trong họ Falconidae.
Trước đây loài này được coi là đặc trưng của loài chim caracara phía Nam (C. plancus) và loài caracara Guadalupe (C. lutosa) đã tuyệt chủng với tên gọi "caracara có mào". Cũng như các họ hàng của nó, caracara phương bắc trước đây được xếp vào chi Polyborus. Không giống như những con chim ưng Falco trong cùng họ, chim caracaras không phải là những kẻ săn mồi bay nhanh trên không, mà khá chậm chạp và thường ăn xác thối.

## Hình ảnh

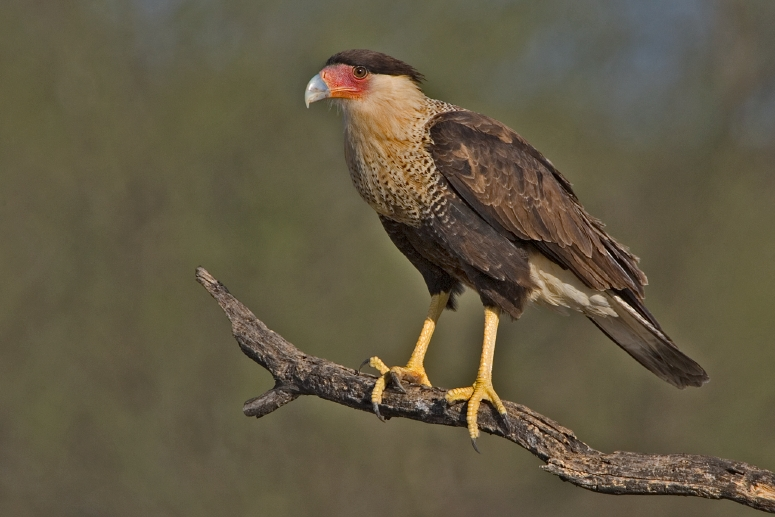
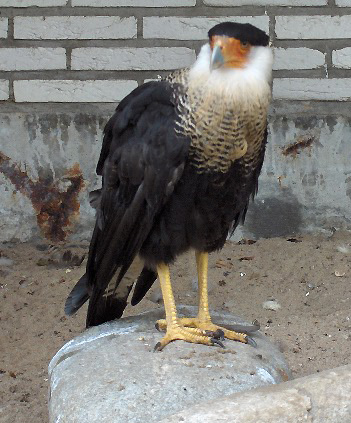
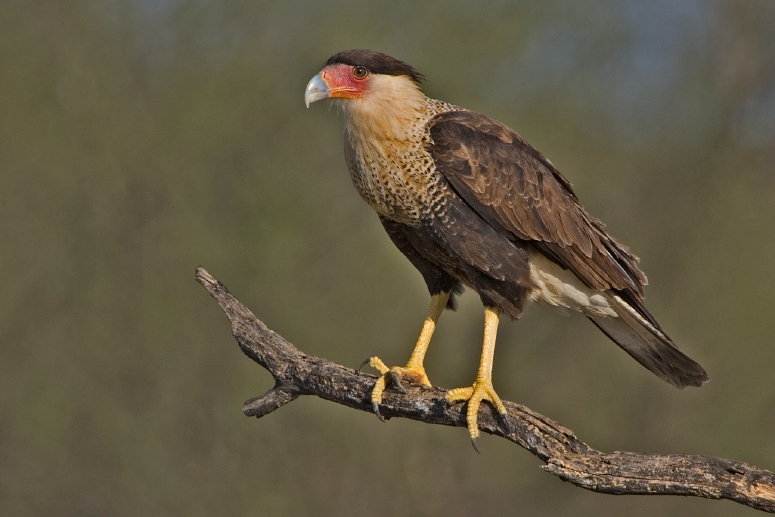
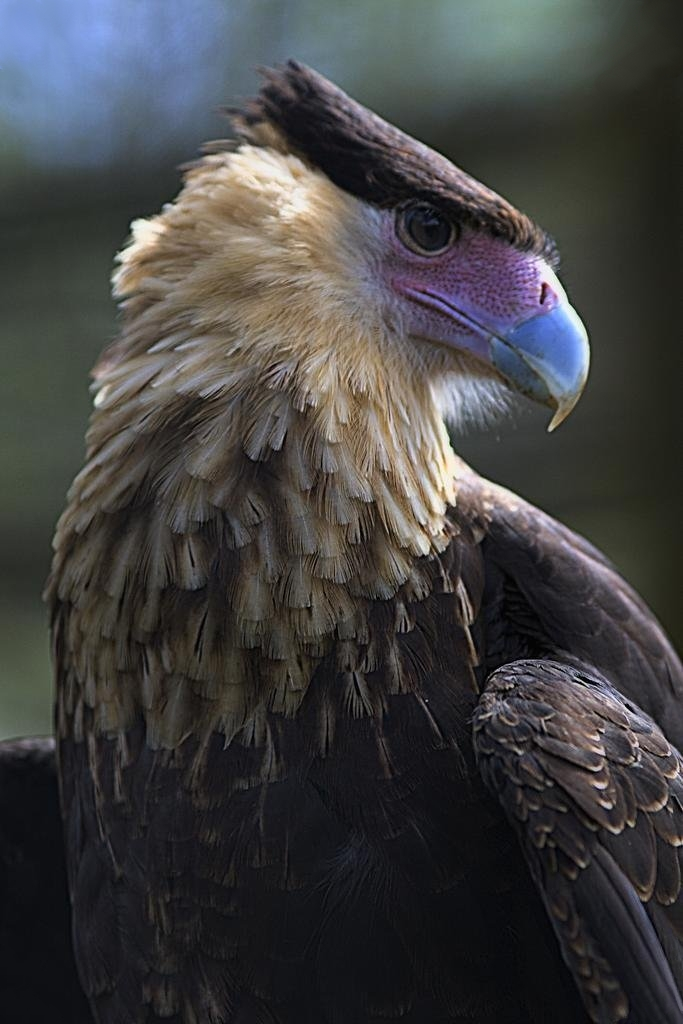
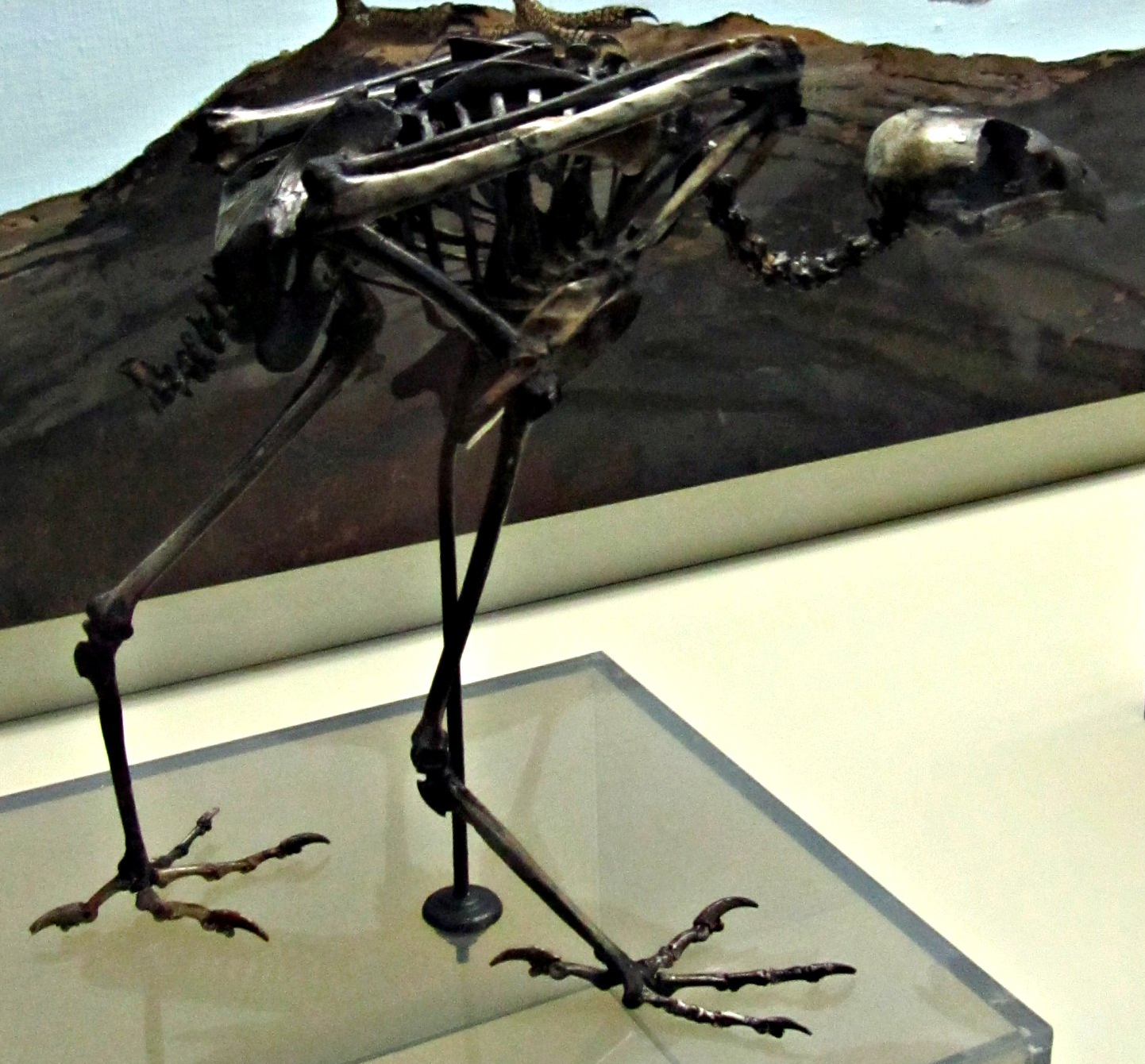
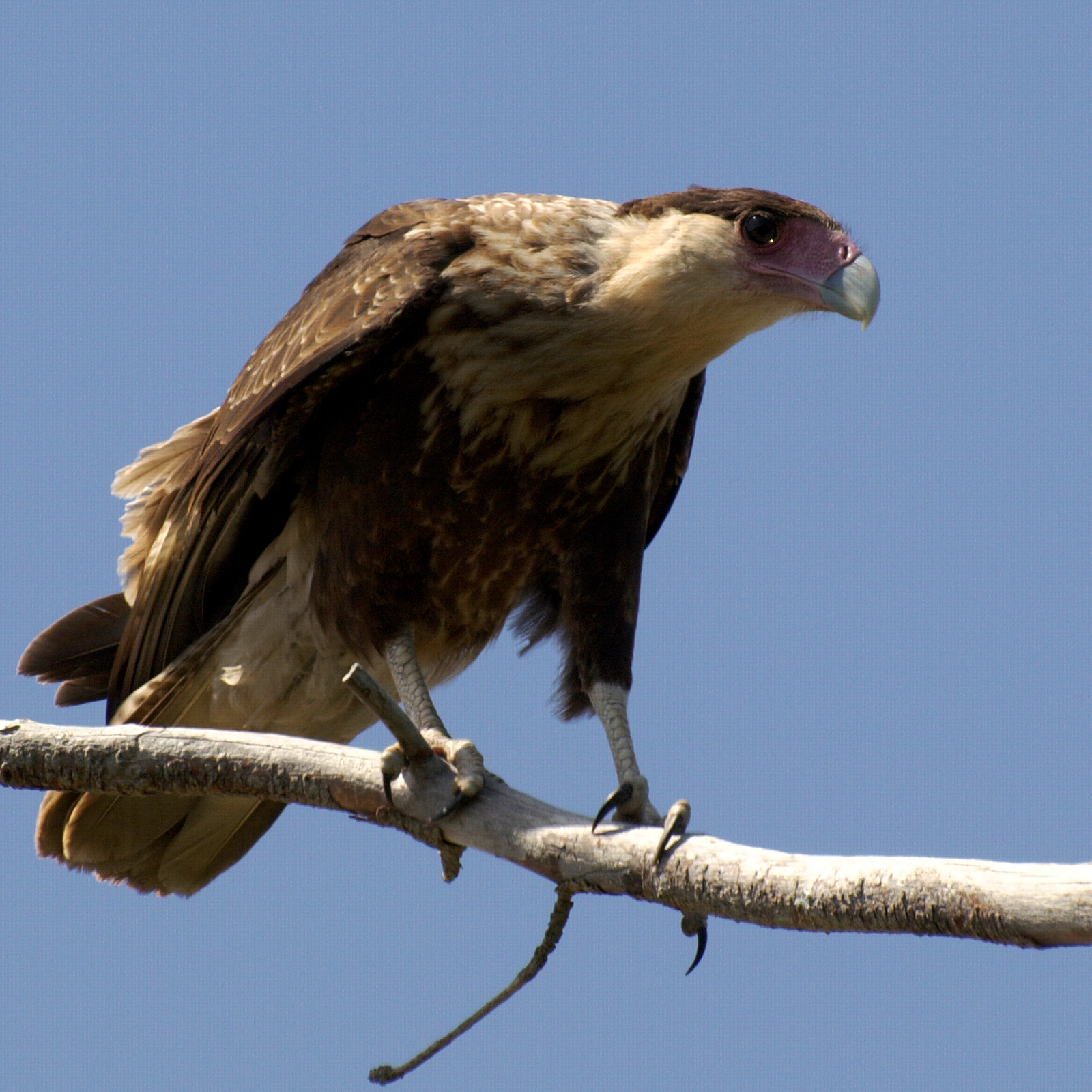